# Jordan Pruitt
Jordan Pruitt Lynne (ur. 19 maja 1991 w Loganville w stanie Georgia) – amerykańska piosenkarka i autorka tekstów. 
Jej pierwsza płyta wydana w 2007 roku znalazła się na 64 miejscu listy Billboard 200 z 14 tysiącami sprzedanych egzemplarzy w pierwszym tygodniu sprzedaży. W 2008 roku wydała drugi album Permission to Fly, na którym znalazła się piosenka One Love, która była pierwszym singlem z tej płyty.